# A.M.C.: Astro Marine Corps
A.M.C.: Astro Marine Corps è un videogioco pubblicato nel 1989-1990 per gli home computer Amiga, Amstrad CPC, Atari ST, Commodore 64, MSX e ZX Spectrum dalla Dinamic Software. È uno sparatutto a scorrimento a piattaforme con un soldato a piedi che combatte alieni mostruosi.

## Trama
Un marine spaziale viene inviato su un pianeta di tipo terrestre per respingere l'invasione di un'alleanza di varie specie di alieni detta Deathbringers. Quando riesce a sconfiggerli e a impadronirsi della loro astronave, si sposta sul loro pianeta base, dall'aspetto più alieno, per la battaglia finale.

## Modalità di gioco
Si controlla il soldato in scenari bidimensionali a scorrimento parallattico orizzontale, con percorsi quasi sempre lineari da sinistra a destra. Il protagonista può correre a destra e sinistra, sparare di fronte o verso l'alto, saltare, chinarsi, sparare anche verso il basso mentre salta.
Si devono affrontare alieni di vario genere, di aspetto mostruoso e ripugnante o in alcuni casi robotico, compresi i boss, anche molto grandi.
Si dispone di più vite e per ognuna di una riserva di energia vitale, sebbene alcuni pericoli possano uccidere il soldato in un sol colpo.
Si possono ottenere diversi power-up, tra cui delle granate lanciabili con un tasto come arma secondaria. In alcune situazioni è fondamentale aver conservato delle granate per poter sconfiggere particolari nemici.
Come diversi altri programmi della Dinamic, AMC è suddiviso in due parti caricate separatamente, e una volta completata la prima si ottiene una password che permette di iniziare le partite direttamente dalla seconda. I nemici e i power-up che si possono incontrare sono diversi tra le due parti. Nelle versioni a 16 bit (Amiga e Atari ST) la suddivisione è ulteriore e ci sono più password.

## Accoglienza
AMC ricevette valutazioni molto variabili dalla critica dei suoi tempi. Di solito venne riconosciuto come poco originale, ma la qualità della realizzazione poteva essere molto apprezzata o meno.
Tra le testate più entusiaste le francesi Amstrad Cent Pour Cent (che assegnò un titolo di A d'Or alla versione Amstrad CPC) e Joystick (voto 93% alla versione Amstrad CPC e 94% a quella Amiga).
Tra le testate meno favorevoli Zzap!, che lo giudicò molto negativamente su tutti i fronti (voto 31% alle versioni Commodore 64 e Amstrad CPC), ritenendolo inoltre fin troppo simile al precedente After the War della Dinamic.